# Выборы в Оренбургский городской совет (2020)
Выборы в Оренбургский городской совет состоялись 13 сентября 2020 года.
Выборы прошли по смешанной избирательной системе: из 40 депутатов 20 были избраны по пропорциональной системе, ещё 20 — по мажоритарной системе. Для попадания в городской совет по партийным спискам партиям необходимо будет преодолеть 5% барьер. В городском совете обсуждается идея перехода выборов Оренбургского городского совета на полностью мажоритарную систему.

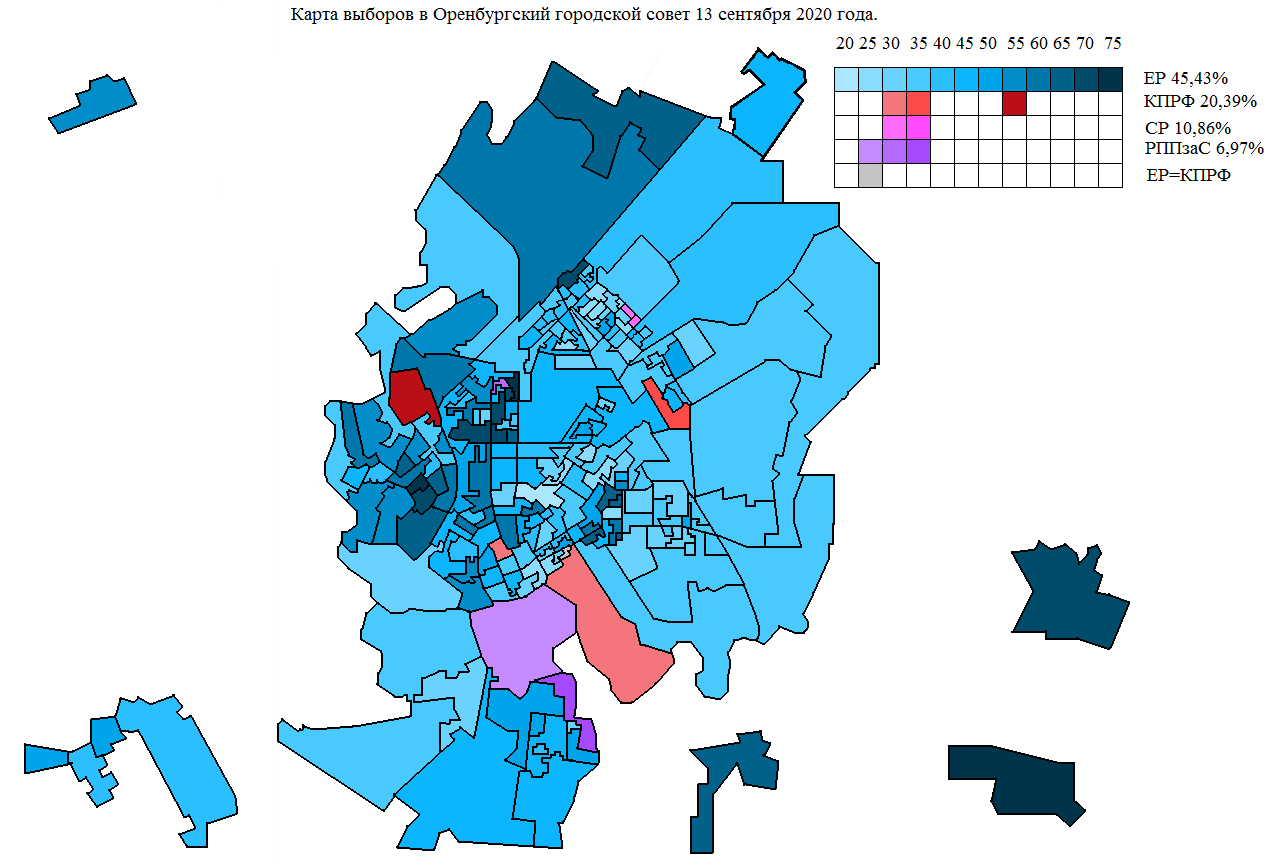
Карта выборов в Оренбургский городской совет 2020 года по избирательным участкам.

## Выборы 2015 года
В 2015 году состоялись выборы депутатов Оренбургского городского совета. Явка составила 25,24%. Единая Россия получила 59,67%, КПРФ 12,48%, Справедливая Россия 10,10%, ЛДПР 7,40%, Родина 4,52%, Патриоты России 1.93%. Единая Россия выиграла 18 из 20 одномандатных округов. 2 округа выиграли самовыдвиженцы. Единая Россия получила 32 мандата, ещё двое самовыдвиженцев к ней присоединились.

## Результаты
| Партия | Партия                                                     | по единому округу | по единому округу | по единому округу | по одно- мандатным округам | всего         | всего |
| Партия | Партия                                                     | Голоса            | %                 | Получено мест     | Получено мест              | Получено мест | %     |
| ------ | ---------------------------------------------------------- | ----------------- | ----------------- | ----------------- | -------------------------- | ------------- | ----- |
|        | «Единая Россия»                                            | 35614             | 45.43 %           | 11                | 19                         | 30            |       |
|        | КПРФ                                                       | 15981             | 20,39 %           | 4                 | -                          | 4             |       |
|        | Справедливая Россия                                        | 8512              | 10,86 %           | 2                 | -                          | 2             |       |
|        | ЛДПР                                                       | 7440              | 9,49 %            | 2                 | -                          | 2             |       |
|        | Российская партия пенсионеров за социальную справедливость | 5461              | 6,97 %            | 1                 | -                          | 1             |       |
|        | Патриоты России                                            | 1903              | 2,43 %            |                   | -                          |               |       |
|        | Самовыдвижение                                             |                   |                   |                   | 1                          | 1             |       |